# Purytanie (opera)
Purytanie (wł. I Puritani) – opera seria z muzyką Vincenza Belliniego i librettem Carla Pepolego.

## Osoby
- Lord Walter Walton (Gualtiero Valton), purytanin – bas
- Sir George (Giorgio), brat Waltona – bas
- Elwira (Elvira), córka Lorda Waltona – sopran
- Ryszard (Riccardo) Forth, pułkownik, purytanin – baryton
- Lord Artur Talbot (Arturo Talbo), zwolennik Stuartów – tenor
- Sir Bruno Robertson, purytanin, przyjaciel Ryszarda – tenor
- Henrietta (Enrichetta), wdowa po Karolu I Stuarcie[4] – (mezzo)sopran
- żołnierze, purytanie, szlachcianki, paziowie, służba, lud – chór

## Treść
Akcja Purytanów toczy się w 1649 r., w czasach angielskiej wojny domowej. Miejscem akcji jest twierdza purytanów w pobliżu Plymouth, którą dowodzi Lord Walter Walton, generalny gubernator.

### Akt I
Scena 1. O wschodzie słońca żołnierze pojawiają się na murach twierdzy (All’erta! All’erta!). Na zamku odprawiane jest nabożeństwo, słychać modlitwę (O di Cromwell guerrieri). Wychodzący z zamku cieszą się szczęściem Elwiry, która ma wyjść za mąż (A festa). Jeden tylko Ryszard cierpi – poprzedniego wieczoru dowiedział się od ojca Elwiry, lorda Waltera Waltona, że mimo wcześniejszego przyrzeczenia to nie on, lecz lord Artur Talbot, zwolennik Stuartów, zostanie mężem Elwiry, bo to jego Elwira kocha (Ah, per sempre io ti perdei).
Scena 2. W pokoju Elwiry jej stryj, sir George Walton, zawiadamia ją o zaplanowanym na ten dzień ślubie (O amato zio, o mio secondo padre). Elwira jest przerażona nowiną – wie, że została przyrzeczona Ryszardowi, a kocha Artura (Sai com' arde in petto mio). Tym większa jest jej radość, kiedy dowiaduje się, że stryj namówił jej ojca na zmianę zamiarów: to Artur zostanie jej mężem. Słychać okrzyki witających w twierdzy Artura (Odi, qual suon si desta?).
Scena 3. W zbrojowni, w otoczeniu żołnierzy i dam, Elwira spotyka się z Arturem, który przybył z darami; jest wśród nich piękny biały welon (Ad Arturo onore). Narzeczeni cieszą się spełnieniem ich marzeń o małżeństwie (A te, o cara, amor talora). Lord Walton wchodzi w towarzystwie nieznanej damy i zawiadamia zebranych, że uroczystość odbędzie się bez jego udziału – musi towarzyszyć damie w podróży do Londynu, dokąd została wezwana przed oblicze Parlamentu (Il rito augusto si compia senza me). Artur dowiaduje się od sir George’a, że nieznajoma jest od kilku miesięcy aresztowana jako zwolenniczka Stuartów podejrzana o szpiegostwo. Lord Walton wychodzi, by przygotować się do podróży, Elwira idzie się przebrać w strój ślubny. Artur, zostawszy sam na sam z nieznajomą, dowiaduje się, że jest ona królową Henriettą, wdową po Karolu I Stuarcie i że wezwanie przed Parlament grozi jej śmiercią. Postanawia pomóc jej w ucieczce, mimo że królowa uświadamia mu niebezpieczeństwo i przypomina o mającym się odbyć ślubie (Com’io vi unisca). Do sali wchodzi w towarzystwie sir George’a Elwira w ślubnej sukni, z welonem w rękach (Son vergin vezzosa). Prosi nieznajomą o przymierzenie welonu, by mogła zobaczyć, jak będzie w nim wyglądała. Artur dostrzega, że pod welonem Henrietta może zostać nierozpoznana i, kiedy Elwira wraz z sir George’em wychodzą, chce ją po kryjomu wyprowadzić z twierdzy. Do sali wbiega Ryszard i na widok Artura prowadzącego rzekomą Elwirę wyzywa go na pojedynek (Ferma. Invan rapir pretendi). Henrietta odsłania twarz, a Ryszard, zorientowawszy się, że to aresztantka, pozwala zbiegom uciec; liczy na to, że zdrada Artura pogrzebie plany małżeństwa, a on odzyska ukochaną Elwirę. Do sali wracają Elwira, Lord Walton, sir George, Bruno, damy i panowie. Na wiadomość, że Artur uciekł z przebraną za pannę młodą aresztowaną, Elwira popada w obłęd (Ah, vieni al tempio – fedele Arturo).

### Akt II
W sali zamku damy i panowie użalają się nad losem obłąkanej Elwiry (Ah... dolor! Ah terror!). Sir George opowiada zebranym o szaleństwie bratanicy, która, ubrana w strój ślubny, wciąż szuka ukochanego Artura (Cinta di fiori e col ben crin do sciotto). Wchodzi Ryszard i zawiadamia o wyroku śmierci wydanym przez Parlament na Artura (E di morte lo stral non sarà lento). Pojawia się Elwira; obłąkanej to wydaje się, że jest dzień jej wesela, to szuka Artura i chce umrzeć, jeśli go nie odnajdzie (O rendetemi la speme). Po jej odejściu sir George namawia Ryszarda by uratował rywala, próbując uświadomić mu, że śmierć Artura będzie dla niego oznaczała wzięcie na siebie dwóch ofiar – Elwira umrze z rozpaczy (Il rival salvar tu dêi). Ryszard przypomina, że Artur jest zdrajcą i uczestnikiem krwawego spisku. Obaj decydują się walczyć w nadchodzącej bitwie, w której po przeciwnej stronie stanie Artur – śmierć w walce nie będzie dla niego hańbą, którą byłby szafot (Suoni la tromba, e intrepido).

### Akt III
W czasie burzy w ogrodzie obok twierdzy pojawia się Artur, któremu udało się ujść pościgowi purytanów (Son salvo, alfin son salvo). Słyszy dobiegający z zamku śpiew Elwiry (A una fonte afflitto e solo), zagłuszony po chwili przez szukających go żołnierzy (Qual suon! Alcun s’appressa!). Nadchodzi Elwira, Artur błaga ją o przebaczenie za trzymiesięczne cierpienia rozłąki i wyjaśnia, że do ucieczki zmusił go obowiązek ratowania królowej (Ch’ei provo lontan de me?). Dowiedziawszy się, że narzeczony jej nie zdradził, Elwira zdaje się odzyskiwać zmysły i para przyrzeka sobie wieczną miłość (Vieni fra queste braccia), ale po chwili odgłosy pościgu znów wpędzają nieszczęsną w majaki. Do ogrodu wbiegają żołnierze, sir George i Ryszard, który zapowiada egzekucję Artura (Cavalier, ti colse il Dio). Na wiadomość o rychłej śmierci ukochanego Elwira popada w szaleństwo (Credeasi, misera) co skłania nawet Ryszarda do okazania Arturowi litości, jednak żołnierze domagają się natychmiastowej zemsty na zdrajcy. Artur oskarża ich o okrucieństwo wobec obłąkanej Elwiry (Crudeli, crudeli!), gdy nagle odzywa się dźwięk rogów heroldów (Suon d’araldi?). Przynoszą oni wiadomość o porażce Stuartów i amnestii dla ich zwolenników. Elwira odzyskuje zmysły i wszyscy cieszą się tryumfem miłości (Dagli affanni al gaudio estremo).

## Historia utworu

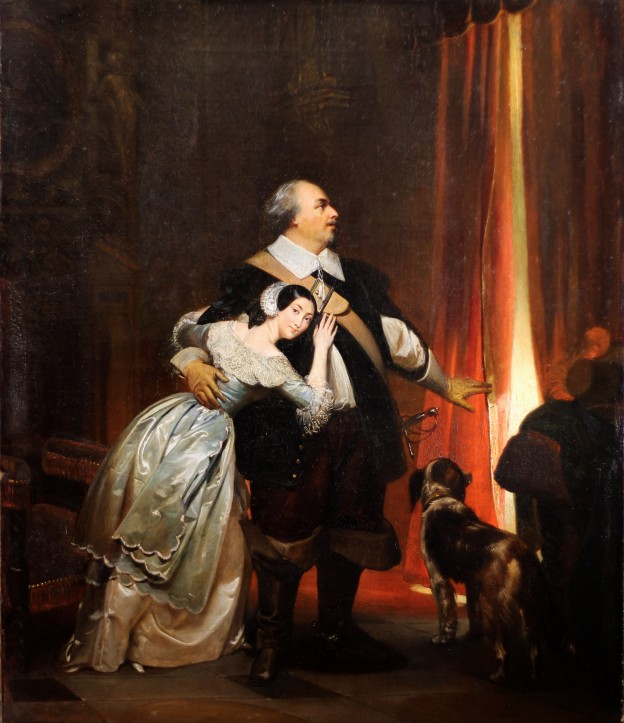
Giulia Grisi i Luigi Lablache w londyńskiej inscenizacji Purytanów

Bellini skomponował Purytanów po przeprowadzce z Włoch do Paryża, na zamówienie Carlo Severiniego, dyrektora Théâtre-Italien. Autorem libretta był włoski znawca literatury hrabia Carlo Pepoli, podobnie jak Bellini emigrant. Praca nad operą trwała – jak na owe czasy – długo, od marca do grudnia 1834 r. Prapremiera miała prawdziwie gwiazdorską obsadę: Giovanni Battista Rubini (Artur), Giulia Grisi (Elwira), Luigi Lablache (George Walton), Antonio Tamburini (Ryszard Forth). Po niepowodzeniu poprzedniej opery Belliniego, Beatrycze z Tendy, sukces Purytanów był wręcz tryumfalny. W tej samej obsadzie wystawiono dzieło niebawem w Londynie, również z nadzwyczajnym powodzeniem, a wkrótce, z udziałem innych najwybitniejszych śpiewaków epoki, w mediolańskiej La Scali, w Palermo i Rzymie, w weneckiej La Fenice, w Berlinie, Wiedniu i Madrycie, Meksyku i Nowym Jorku. Bellini nie miał jednak okazji cieszyć się tryumfem swojego arcydzieła – zmarł nagle 23 września 1835 roku, w wieku zaledwie 34 lat. Nie usłyszał też wersji, przygotowanej dla neapolitańskiego Teatru San Carlo, w której miała wystąpić legendarna Maria Malibran. Premierze przeszkodziła epidemia cholery w Tulonie, z powodu której partytura nie dotarła do Neapolu; Malibran umarła w 1836 r. nie wykonawszy partii Elwiry. Dodaną dla Malibran efektowną cabalettę finałową zaśpiewała dopiero w 1961 r. Joan Sutherland i od tego czasu wykonuje ją wiele sopranów.
Mimo kryzysu repertuaru belkantowego, który nastąpił w drugiej połowie XIX w. Purytanie utrzymali się na scenach operowych całego świata. Wiodące partie wykonywali najwięksi śpiewacy XIX i XX w. Opera, z założenia „tenorowa”, z najważniejszą partią Artura, pisaną dla legendarnego Rubiniego, stała się stopniowo domeną sopranów wykonujących partię Elwiry (podobnie było z wieloma innymi dziełami belkantowymi, np. Łucją z Lammermooru Donizettiego). Soprany zdominowały w tym czasie sceny, a partie pisane dla Rubiniego były (i nadal są) nieosiągalne dla większości tenorów. W Purytanach Artur czterokrotnie przekracza wysokie „C”, raz wznosząc się do „Cis”, dwukrotnie osiągając „D”, a w scenie finałowej sięgając niebotycznego „F”. Większość śpiewaków jest zmuszona omijać te niedostępne dla nich dźwięki lub transponować fragmenty partii. Trudna partia Elwiry, która jednak nie wymaga przekraczania skali sopranu koloraturowego, stała się zatem wiodącą. Śpiewały ją m.in. Giuseppina Strepponi, Adelina Patti, Emma Albani, Marcelina Sembrich-Kochańska, Maria Callas, Joan Sutherland, Beverly Sills, Montserrat Caballé, Mariella Devia i Edita Gruberová. Wyjątkowym osiągnięciem był debiut Callas w partii Elwiry: wykonała ją 3-krotnie w styczniu 1949 r., mając wówczas w repertuarze Brunhildę w Walkirii Wagnera, którą śpiewała 6-krotnie w styczniu i lutym. Wśród tenorów wykonujących z powodzeniem partię Artura byli m.in. Alfredo Kraus, Nicolai Gedda i Luciano Pavarotti.

## PurytanieBelliniego w utworach innych autorów
- Carl Czerny (1791-1857), austriacki kompozytor, pianista i nauczyciel pochodzenia czeskiego, skomponował Fantazję na ulubionych motywach z opery „Purytanie” Belliniego op. 247[8]
- Johann Kaspar Mertz (1806-1856), austriacki kompozytor i gitarzysta, stworzył gitarową Arię z opery „Purytanie” Belliniego[9]
- Ferenc Liszt (1811-1886), węgierski kompozytor i pianista, skomponował utwory fortepianowe Reminiscencje „Purytanów” Belliniego S 390 oraz Introdukcja i Polonez z opery "Purytanie" S 391[10]
- Sigismund Thalberg (1812-1871), wirtuoz fortepianu i kompozytor, stworzył fortepianową Transkrypcję kwartetu z „Purytanów” Belliniego op. 70[11]
- Sześciu słynnych kompozytorów romantycznych: Ferenc Liszt, Fryderyk Chopin, Carl Czerny, Henri Herz, Johann Peter Pixis i Sigismond Thalberg skomponowało wariacje na temat Marsza purytanów z opery Belliniego; tworzą one zbiór zatytułowany Hexameron[12]
- W scenie finałowej reżyserowanego przez Wernera Herzoga filmu Fitzcarraldo płynący rzeką na statku śpiewacy wykonują fragment 3. sceny I aktu Purytanów – A te, o cara

## Wybrane nagrania
| Obsada (Artur, Elwira, George, Ryszard)                                    | Dyrygent        | Orkiestra, chór                                  | Wytwórnia   | Rok nagrania | Uwagi                                  |
| -------------------------------------------------------------------------- | --------------- | ------------------------------------------------ | ----------- | ------------ | -------------------------------------- |
| Giuseppe di Stefano, Maria Callas, Roberto Silva, Piero Campologhi         | Guido Picco     | Ork. i chór Palacio de las Bellas Artes (Meksyk) | Sakkaris    | 1952         | Nagranie na żywo                       |
| Giuseppe di Stefano, Maria Callas, Nicola Rossi-Lemeni, Rolando Panerai    | Tullio Serafin  | Ork. i chór mediolańskiej La Scali               | EMI         | 1953         |                                        |
| Gianni Raimondi, Joan Sutherland, Ferruccio Mazzoli, Mario Zanasi          | Tullio Serafin  | Ork. i chór Teatro Massimo w Palermo             | Bella Voce  | 1961         | Nagranie na żywo                       |
| Pierre Duval, Joan Sutherland, Ezio Flagello, Renato Capecchi              | Richard Bonynge | Ork. i chór Maggio Musicale Fiorentino           | Decca       | 1963         |                                        |
| Nicolai Gedda, Cristina Deutekom, Agostino Ferrin, Sesto Bruscantini       | Riccardo Muti   | Ork. i chór Maggio Musicale Fiorentino           | G.O.P.      | 1970         | Nagranie na żywo                       |
| Luciano Pavarotti, Joan Sutherland, Nikołaj Gjaurow, Piero Cappuccilli     | Richard Bonynge | Londyńska Ork. Symfoniczna, Chór Covent Garden   | Decca       | 1973         |                                        |
| Alfredo Kraus, Montserrat Caballé, Agostino Ferrin, Matteo Manuguerra      | Ricardo Muti    | Philharmonia Orchestra, Chór Ambrozjański        | EMI         | 1979         |                                        |
| William Matteuzzi, Mariella Devia, Paolo Washington, Christopher Robertson | Richard Bonynge | Ork. i chór Teatro Massimo w Katanii             | Nuova Era   | 1989         | Nagranie na żywo                       |
| Justin Lavender, Edita Gruberová, Francesco Ellero D’Artegna, Ettore Kim   | Fabio Luisi     | Monachijska Ork. Radiowa, Chór Radia Bawarskiego | Nightingale | 1993         | Nagranie na żywo wykonania estradowego |